# Hymenolepis
Hymenolepis, del griego clasico ὑμήν (humḗn), "membrana", y λεπίς (lepís), "escama", es un género de cestodos de la familia Hymenolepididae. Son parásitos de roedores y del hombre (H. diminuta y H. nana), aunque existen otras muchas especies que tienen como hospedadores definitivos a numerosos vertebrados superiores, sobre todo aves. Se encuentran en zonas templadas o tropicales.

## Características
Son cestodos pequeños, de entre 0,8 mm y 8 cm. Al igual que el resto de ejemplares del orden Cyclophyllidea presentan 4 ventosas en su escólex, las cuales en la mayoría de especies contienen ganchos en su interior. El rostelo está armado con una corona simple que contiene entre 8 y 10 ganchos, aunque algunas especies carecen de rostelo y ganchos (H. diminuta). Tienen entre 1 y 4 testículos de gran tamaño por proglótido y su útero tiene forma de saco.

## Ciclo biológico
Al contrario que en otros cestodos, Hymenolepis contiene especies cuyo ciclo no es indirecto, ya que el hospedador intermediario también puede actuar de definitivo (H. nana). En los ciclos indirectos actúan como hospedadores intermediarios insectos o ácaros, en cuyo hemocele se forman los cisticerdoides. 
Los huevos presentan 3 cubiertas, la más externa siendo una capa albumínea de gran tamaño que los hace fácilmente identificables.

## Especies y hospedador definitivo
Se reconocen las siguientes:
- Hymenolepis acirrosa, en abubilla africana.
- Hymenolepis aelleni, en murciélago frutal de Wahlberg.
- Hymenolepis alterna, en múridos de Filipinas.
- Hymenolepis apodemi, en múridos del Paleártico central.
- Hymenolepis bicauda, en múridos de Filipinas.
- Hymenolepis bilaterala, en múridos de Filipinas.
- Hymenolepis cholodkovskii, en musarañas.
- Hymenolepis cormoranti, en cormorán de cola larga.
- Hymenolepis diminuta, en ratas, y ocasionalmente el hombre, cosmopolita.
- Hymenolepis erinacei, en Erinaceus del Paleártico.
- Hymenolepis fanatica, en flamencos.
- Hymenolepis flaminata, en avutarda acollarada.
- Hymenolepis folkertsi, en el cricétido Peromyscus de Norteamérica.
- Hymenolepis fructifera, en cuchara común.
- Hymenolepis fruticosa, en cuchara común.
- Hymenolepis futilis, en espátula común.
- Hymenolepis haukisalmii, en múridos de Filipinas.
- Hymenolepis mandabbi, en porrón moñudo.
- Hymenolepis nagatyi, en musarañas.
- Hymenolepis nana, en hombre y roedores.
- Hymenolepis oenai, en tórtola de Namaqua.
- Hymenolepis rymzhanovi, en el espalácido Myospalax del Paleártico central.
- Hymenolepis suricattae, en suricata.